# Де Луна, Альваро (актёр)
Альваро де Луна Бланко (исп. Alvaro de Luna Blanco; 10 апреля 1935, Мадрид, — 2 ноября 2018, там же) — испанский актер. Его самой известной ролью стала роль Альгарробо в телесериале «Курро Хименес».

## Биография
После окончания школы начал изучать медицину, но вскоре перешел на работу каскадёра в кино. В этом качестве он появился в таких фильмах, как «Спартак» Стэнли Кубрика (где он дублировал Кирка Дугласа и Тони Кёртиса), и «Варавва» Ричарда Флейшера (где он выступил как дублер Энтони Куинна).
В 1963 году после пяти лет работы дублером дебютировал как актер в фильме Антонио Исаси-Исасменди La máscara de Scaramouche. В том же году сыграл эпизодическую роль в фильме Луиса Гарсии Берланги «Палач».
Позже снялся в множестве спагетти-вестернов, в частности, «Навахо Джо» и «Наёмник» Серджо Корбуччи. Также заметной стала его роль в популярной в Испании комедии Las que tienen que server (1967), где он сыграл вместе с такими звездами, как Конча Веласко, Лина Морган и Флоринда Чико.
С начала 70-х годов де Луна в основном начал сниматься на телевидении. Большую популярность принесла ему роль Альгарробо в сериале «Курро Хименес» (1976—1978), повествующем об оккупации Испании наполеоновскими войсками. В 1979 году он сыграл главную роль в экранизации романа Висенте Бласко Ибаньеса «Хутор». После этого он снялся в более чем пятнадцати телесериалах, самым успешным из которых стал для него сериал «Дежурная аптека» (1992—1995), где он сыграл роль Карлоса Вергары. В 2008 году он был номинирован как лучший актер на премию «Гойя» за фильм «Поле звезд» режиссера Марио Камуса.
Был одним из членов Платформы поддержки Сапатеро, поддерживающей кандидатуру социалиста Хосе Луиса Сапатеро на пост премьер-министра. Кроме де Луны, платформу поддержали такие актеры, спортсмены, певцы и выдающиеся испанцы, как Конча Веласко, Фран Переа, Жуан Мануэль Серрат, Ана Белен и Давид Мека. На парламентских выборах 2011 года де Луна также поддержал Испанскую социалистическую рабочую партию.
Де Луна был женат на Кармен Барахас. У них было двое детей.
Умер 2 ноября 2018 года в возрасте 83 лет от рака печени, которым болел несколько лет.

## Избранная фильмография

### Кино
- 1963 — La máscara de Scaramouche
- 1963 — Objetivo: las estrellas
- 1963 — Палач / El verdugo
- 1963 — Los conquistadores del Pacífico
- 1964 — I due gladiatori
- 1964 — Чёрный тюльпан / La tulipe noire
- 1964 — Antes llega la muerte
- 1965 — Виски и водка / Whisky y vodka
- 1965 — Minnesota Clay
- 1965 — Aventuras del Oeste
- 1965 — Los cuatreros
- 1965 — Desafío en Río Bravo
- 1965 — Estambul 65
- 1965 — Megatón Ye-Ye
- 1965 — Train d’enfer
- 1965 — All’ombra di una colt
- 1966 — Kid Rodelo
- 1966 — Навахо Джо / Navajo Joe
- 1966 — «Рембрандт 7» не отвечает… / Rembrandt 7 antwortet nicht…
- 1966 1966 — Lola, espejo oscuro
- 1967 — Amor a la española
- 1967 — Las que tienen que servir
- 1968 — Наемник / Il mercenario
- 1971 — Préstame quince días
- 1972 — Venta por pisos
- 1978 — Donde hay patrón…
- 1981 — El cabezota
- 1986 — La guerra de los locos
- 1987 — Luna de lobos
- 1998 — Mambí
- 2000 — Silencio roto
- 2001 — La soledad era esto
- 2001 — Ласарильо с Тормеса / Lázaro de Tormes
- 2002 — El viaje de Carol
- 2002 — La marcha verde
- 2004 — Las voces de la noche
- 2006 — Enloquecidas
- 2006 — Teresa: el cuerpo de Cristo
- 2007 — ¿Y tú quién eres?
- 2007 — El prado de las estrellas
- 2008 — Misericordiam Tuam
- 2018 — Miau

### Телевидение
- Rosi y los demás
  - 1963 — El caso de la monjita atrevida
- La noche al hablar
  - 1964 — En la boca del león
- Confidencias
  - 1964 — Las cosas sencillas
  - 1965 — ¿Por qué?
- Novela
  - 1964 — Antes del Amanecer
  - 1965 — El regreso
  - 1966 — Приключения Тома Сойера / Las aventuras de Tom Sawyer
  - 1966 — El Testamento
  - 1966 — Resurrección
  - 1966 — El cerco
  - 1966 — Lilí
  - 1966 — Francisco de Quevedo
  - 1966 — Векфильдский священник / El Vicario de Wakefield
  - 1968 — La vergonzosa ternura
  - 1971 — Крошка Доррит / La pequeña Dorrit
  - 1971 — Coro de ángeles
  - 1972 — El espía
  - 1973 — Ярмарка тщеславия / La feria de las vanidades
  - 1973 — La actriz
  - 1974 — Чайка / La gaviota
- Pobre Diablo
  - 1965 — Guantes De Oro
- Teatro de humor
  - 1965 — La Pluma Verde — El Obispo
  - 1965 — El verdugo de Sevilla
- Primera fila
  - 1965 — La vida en un bloc
  - 1965 — Una tal Dulcinea
- Dos en la ciudad
  - 1965 — Venta por pisos
- Estudio 1
  - 1965 — La dama del alba
  - 1966 — Oriente 66
  - 1966 — 50 años de felicidad
  - 1966 — Los árboles mueren de pie
  - 1967 — Все мои сыновья / Todos eran mis hijos
  - 1967 — Леокадия / Leocadia
  - 1967 — Ноктюрн / Nocturno
  - 1967 — Corona de amor y muerte
  - 1967 — La rueda
  - 1968 — Bonaparte quiere vivir tranquilo
  - 1968 — Miedo al hombre
  - 1969 — Las ratas
  - 1969 — El acorazado Valiant
  - 1970 — Esta noche tampoco
  - 1970 — El mejor mozo de España
  - 1970 — Las flores de Aragón
  - 1970 — Мещанин во дворянстве / El burgués gentilhombre
  - 1971 — Marea baja
  - 1971 — Сон в летнюю ночь / El sueño de una noche de verano
  - 1972 — Отелло / Otelo
  - 1972 — La venganza de Don Mendo
  - 1972 — Vamos a contar mentiras
  - 1973 — Viva lo imposible
  - 1973 — La malcasada
  - 1973 — Зигфрид / Sigfrido
  - 1975 — Prohibido en otoño
  - 1979 — El farsante de Occidente
- El tercer rombo
  - 1966 — Tregua en las avanzadillas
- 1967 — Historia de la frivolidad
- 1967 — ¿Es usted el asesino?
- Истории, которые не дадут вам уснуть / Historias para no dormir
  - 1967 — El cuervo
- Las 12 caras de Juan
  - 1967 — Leo
- Teatro de siempre
  - 1967 — Entremeses
  - 1967 — Don Álvaro o la fuerza del sino
  - 1970 — La zorra y las uvas
- La pequeña comedia
  - 1968 — El ensayo
- Historias naturales
  - 1968 — Peces en la carretera
- 1968 — Христофор Колумб / Cristóbal Colón
- La risa española
  - 1969 — El verdugo de Sevilla
  - 1969 — El puesto de antiquités de Baldomero Pagés
- Pequeño studio
  - 1969 — Иванович и Семенович / Ivanóvich y Semenóvich
  - 1972 — El golpe
- Hora once
  - 1970 — Los disecados
  - 1970 — Смерть Ивана Ильича / La muerte de Iván Ilich
  - 1972 — Una historia de socios y de novias
  - 1972 — Los viajes de Claudio Belissan
- Teatro breve
  - 1971 — El prestamista de tiempo
- Visto para sentencia
  - 1971 — Chantaje
  - 1971 — Celos
- Aventuras y desventuras de Mateo
  - 1972 — El moscón — Альфонсо
- Erase que se era
  - 1972 — Los supergrifos
- Historias de Juan Español
  - 1972 — Juan Español, tímido
  - 1973 — Juan Español y los machistas
- Ficciones
  - 1973 — El asesinato de Mr. Higginbotham
- Animales racionales
  - 1973 — Guardias y ladrones
- Si yo fuera rico
  - 1973 — Si yo fuera guionista de cine
- Los libros
  - 1974 — Ida y vuelta por el mismo camino
  - 1974 — La fontana de oro
  - 1974 — Cuentos de Giovanni Bocaccio
- La cometa naranja
  - 1974 — El hombre que perdió su sombra
  - 1974 — El maletín del diablo
- Noche de teatro
  - 1974 — El puente de Waterloo
  - 1974 — Сладкоголосая птица юности / Dulce pájaro de juventud
- Cuentos y leyendas
  - 1974 — Caballo de pica
  - 1975 — Don Yllán, el mágico de Toledo
  - 1975 — La inocencia castigada
- El teatro
  - 1975 — El castillo
- Este señor de negro
  - 1975 — Los oportunos trámites
- 1976-1978 — Курро Хименес / Curro Jiménez
- Mujeres insólitas
  - 1977 — Ana de Mendoza, princesa de Eboli
- Teatro estudio
  - Las flores de Aragón
- 1979 — Хутор / La barraca
- 1982 — Черная маска / La máscara negra
- 1984 — El edén
- 1984 — Cuentos imposibles
- Página de sucesos
  - 1985 — Parejas rotas
- Pepe Carvalho
  - 1986 — La curva de la muerte
- 1986 — Régimen abierto
- 1987 — Vísperas
- El mundo de Juan Lobón
  - 1989 — Episodio 1
- Eurocops
  - 1989 — Sólo tienes que mover un dedo
  - 1990 — Cuellos blancos
  - 1990 — El destino del inspector Durán
  - 1991 — Callejón sin salida
  - 1992 — La sfida
- 1992 — Me alquilo para soñar
- 1992-1994 — Дежурная аптека / Farmacia de guardia
- 1995 — Curro Jiménez: El regreso de una leyenda
- 1995 — Todos a bordo
- 1996 — Carmen y familia
- Menudo es mi padre
  - 1997 — El hombre del traje gris
- 1998 — Señor Alcalde
- 2005 — Las cerezas del cementerio
- 2006 — Улицы в огне / Calles de fuego
- 2007 — Marqués Mendigo
- 2007-2008 — Herederos
- Hospital Central
  - 2008 — Toda una vida
  - 2008 — La puerta está abierta
  - 2008 — La vida hay que vivirla
- 2010 — Дежурная аптека. Последнее дежурство / La última guardia
- 2010 — Tres días de abril
- 2011 — Gran Reserva
- 2011-2012 — Marco
- 2012 — Águila Roja
- 2013 — Полнолуние / Luna, el misterio de Calenda
- Ольмос и Роблес / Olmos y Robles
  - 2015 — En tumba cerrada no entran moscas
- 2017 — Sé quién eres